# Thomas Quiwonkpa
Thomas Gankama-Quiwonkpa (27 de julio de 1955-17 de noviembre de 1985), un Gio del condado de Nimba, fue comandante general de las Fuerzas Armadas de Liberia (AFL) y fundador del Frente Patriótico Nacional de Liberia (NPFL).
Quiwonkpa fue capturado y el 17 de noviembre fue fusilado y mutilado por soldados de Krahn leales a Samuel Doe. Sus ejecutores luego desmembraron su cuerpo y supuestamente comieron partes de él. Su cuerpo fue exhibido públicamente en los terrenos de la Mansión Ejecutiva en Monrovia poco después de su muerte.